# Casamou (Ort)
Casamou ist ein osttimoresischer Ort im Suco Seloi Craic (Verwaltungsamt Aileu, Gemeinde Aileu).

## Geographie und Einrichtungen
Das Dorf Casamou liegt im Zentrum der Aldeia Casamou auf einer Meereshöhe von 1102 m. Die Siedlung verteilt sich entlang einer Straße die quer durch die Aldeia von West nach Nordost führt. Der Sitz der Aldeia befindet sich an der Abzweigung, die Richtung Lio nach Norden geht. Hier befinden sich in knapp einem Kilometer Entfernung die nächstgelegene Grundschule und eine medizinische Station. Im Osten liegt knapp sechs Kilometer entfernt das Dorf Halalmeta. Die Straße nach Nordosten führt vorbei am Lago Seloi zum Dorf Cotbauru.